# A-Day
『A-day』（エー デイ）は、奥井雅美のプロモーション・ビデオを収録した映像作品である。
1999年8月27日にVHSが、2001年12月5日にDVDがスターチャイルドから発売・販売された。

## 概要
- 内容は1997年5月21日リリースのシングル「輪舞-revolution」から1999年7月2日リリースの「labyrinth」のプロモーションビデオを撮影風景を交えた形で収録している。
- DVD版はジュエルケースでのリリースとなっている。

## 収録内容
1. 輪舞-revolution
2. そうだ、ぜったい。
3. Birth
4. 朱-AKA-
5. Never die
6. Key
7. 天使の休息
8. labyrinth